# Ferrovia Meigs

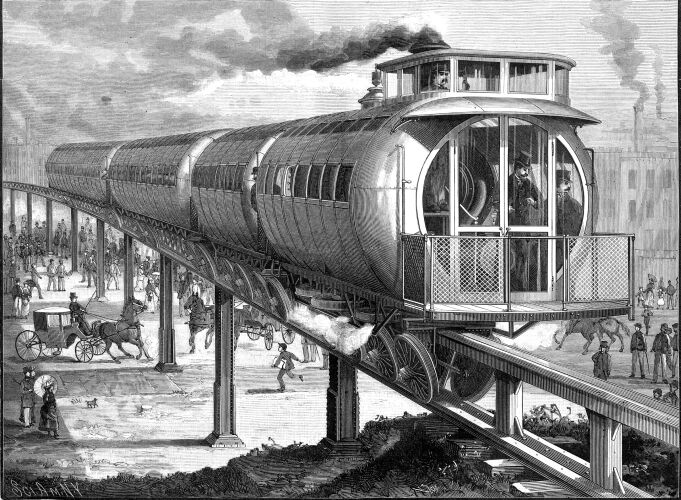
Il treno di Meigs, da Scientific American del 10 luglio 1886

La ferrovia Meigs fu un tipo di ferrovia monorotaia del tipo "a sella", inventato da Mr. Joe V. Meigs di Lowell (Massachusetts). Fu realizzato un solo tratto sperimentale funzionante a Boston nel 1886.

## Galleria d'immagini
Immagini tratte da Scientific American del 10 luglio 1886

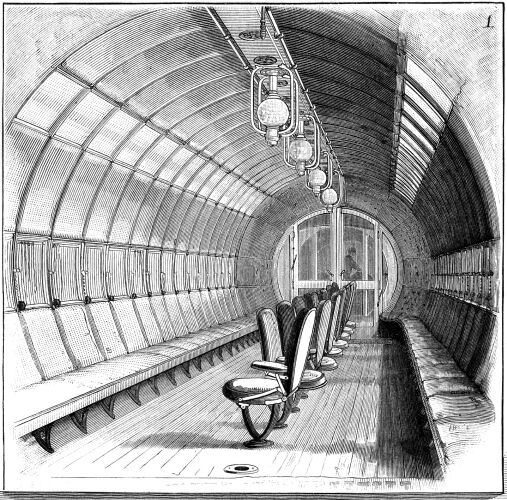
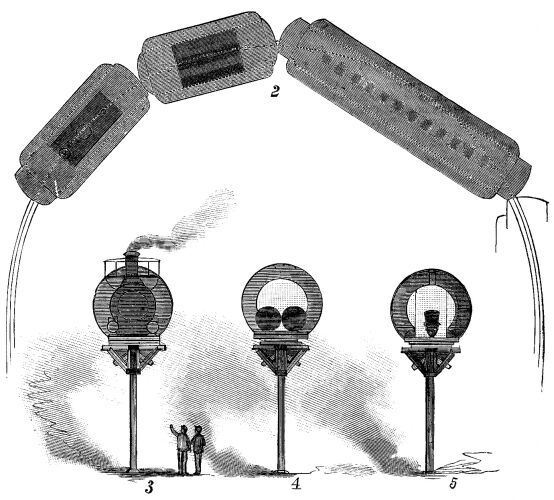